# サイレントボマー
『サイレントボマー』 (Silent Bomber) は日本のゲームソフト。1999年にバンダイ（後のバンダイナムコゲームス）よりプレイステーション用ソフトとして発売されたアクションゲーム。開発はサイバーコネクト（後のサイバーコネクトツー）が担当した。2006年11月22日よりゲームアーカイブスで配信されている。レイティングはCERO：B（12才以上対象）。

## システム
爆弾を設置し、障害物や敵を爆破・破壊する事がシステムの根幹的な部分である。
基本的に爆弾はプレイヤーのいる場所に設置するが、動く敵についてはロックオンすることで、敵に爆弾を設置することが可能である。敵をロックオンしない場合は、最大ロック範囲の先端部分に置かれる。爆弾は時限式や接触式にて爆発するのではなく、プレイヤーが任意のタイミングで起爆させる。爆弾においては以下の要素が導入されている。
スタック
爆弾の設置された箇所には数字が表示され、重ねて設置する事で数字が増えていき爆弾の破壊力・爆発の範囲が増加する。
チェーン
複数の場所に爆弾を設置し、起爆することで一度に複数の敵を破壊することが可能。
コンボボーナス
敵（破壊可能な障害物・グラビティリキッドの吸引による敵弾を含む）を破壊後3秒以内に別の敵を破壊する、または同時に複数の敵を破壊することで倍率が上昇していき、敵から得る得点が最大10倍にまで増加する。
また、爆弾に特殊な効果を付与できる「マテリアルリキッド」というアイテムが以下の3種類存在し、通常の爆弾と別に設置・スタック・チェーンが可能である（起爆は通常の爆弾と同時）ただし、ロックオンは出来ない。
ナパーム
爆炎が持続しダメージを与え続ける。生物系の敵に特に有効。
パラライズ
電撃を放ち、爆破地点周囲の機械系の敵の動きを止める。
グラビティ
小さなブラックホールを発生させ、周囲の敵や敵弾を吸い込む。
「E-CHIP」と呼ばれるアイテムを集め、自身の装備であるE-UNITに消費してカスタマイズする事で、以下のパワーアップが可能である。
- ボム：同時に設置できる爆弾の個数の増加（最大8）。
- レンジ：ロックオンが可能な距離が伸びる。
- シールド：防御力の強化（敵から受けるダメージをより軽減できる）。

ステージクリア後は以下の要素によりランク評価が行われる。
- クリア時のライフ残量（ノーダメージであると得点に50,000点が加算される）
- 獲得した得点
- クリアタイム

全ステージをクリアしたデータが保存されていると、「ADVANCE MODE（面セレクト）」が選択できるようになり、クリア後の強化された状態でプレイを行うことが可能である。コンボボーナスが狙いやすくなり、クリアも容易になるためランク評価を高めたり、取り逃したアイテムを回収することができる。
二人同時プレイでの対戦が可能な「VR ARENA」モードでは、ゲーム本編でDATA CHIPを獲得したり、ランク評価を高めることで使用可能なキャラクターを12種類まで増やすことができる。

## 登場キャラクター
ユタ・フェイト
声：森川智之
本作の主人公。DANTE破壊作戦の実行部隊の一人。冷たい発言が目立ち感情を失っているように見えるが、彼は単に自分の生き方を知らないだけである。
アンリ・オハラ
声：氷上恭子
実行部隊の指揮官。実戦経験が少なく、詰めが甘いこともある。
ベノワ・マンデルブロー
声：塩沢兼人
実行部隊の一人。意味深な発言を繰り返し、船内では単独で謎の行動をとる。
ジョン・ロス
声：中村大樹
実行部隊の一人。寡黙だが勇猛果敢な人物で、時には大群の敵に一人で立ち向かっていくこともある。
ミチーノ・ディフォーネ
声：柚木涼香
実行部隊の一人。破壊作戦に乗り気でなく、隙をみて逃げようとする。
ティム・パーマー
声：山口勝平
実行部隊の一人。部隊の中では最年少で弱気な発言が多い。